# Mačja meta
Mačja meta (znanstveno ime Nepeta cataria) je trajna zel iz družine ustnatic.

## Opis
Mačja meta je svoje ime dobila po tem, da njen vonj privlači mačke. Korenine in listi imajo značilen vonj mete. Kemijska sestavina, ki povzroča zanimive odzive mačk je nepetalakton. Vse mačke se na rastlino ne ozivajo enako; mlade in starejše mačke se zanjo skoraj ne zmenijo. Ta kemična substanca se sprošča z vonjem, ki ima na mačke delno halucinogen vpliv.
Odrasla rastlina lahko zraste do višine enega metra in ima majhne ovalne liste ter cvetove vijolične barve.

## Razširjenost in uporabnost
Domovina rastline je Kavkaz, danes pa je razširjena vse od Kitajske do južne Evrope. Je zelo odporna na mraz, najbolje pa uspeva na polsenčnih legah v prodnati zemlji.
V preteklosti so mačjo meto izjemno cenili v ljudskem zdravilstvu, danes pa se v te namene manj uporablja. Iz nje so kuhali čaj, izdelovali tinkture in olje ali pa so posušene liste kadili. Olje, pridobljeno iz te rastline naj bi odganjalo komarje. Posušeno listje se lahko primeša tudi tobaku, imelo pa naj bi rahel omamni učinek.
Mačja meta sicer deluje pomirjevalno, učinkuje proti krčem, povečuje telesno temperaturo in znojenje, zaradi česar se uporablja za zdravljenje prehladov in razdraženosti želodca.
Sveži listi se v kulinariki uporabljajo za mehčanje mesa in za pripravo marinad.